# Sistema Nacional de Unidades de Conservação da Natureza

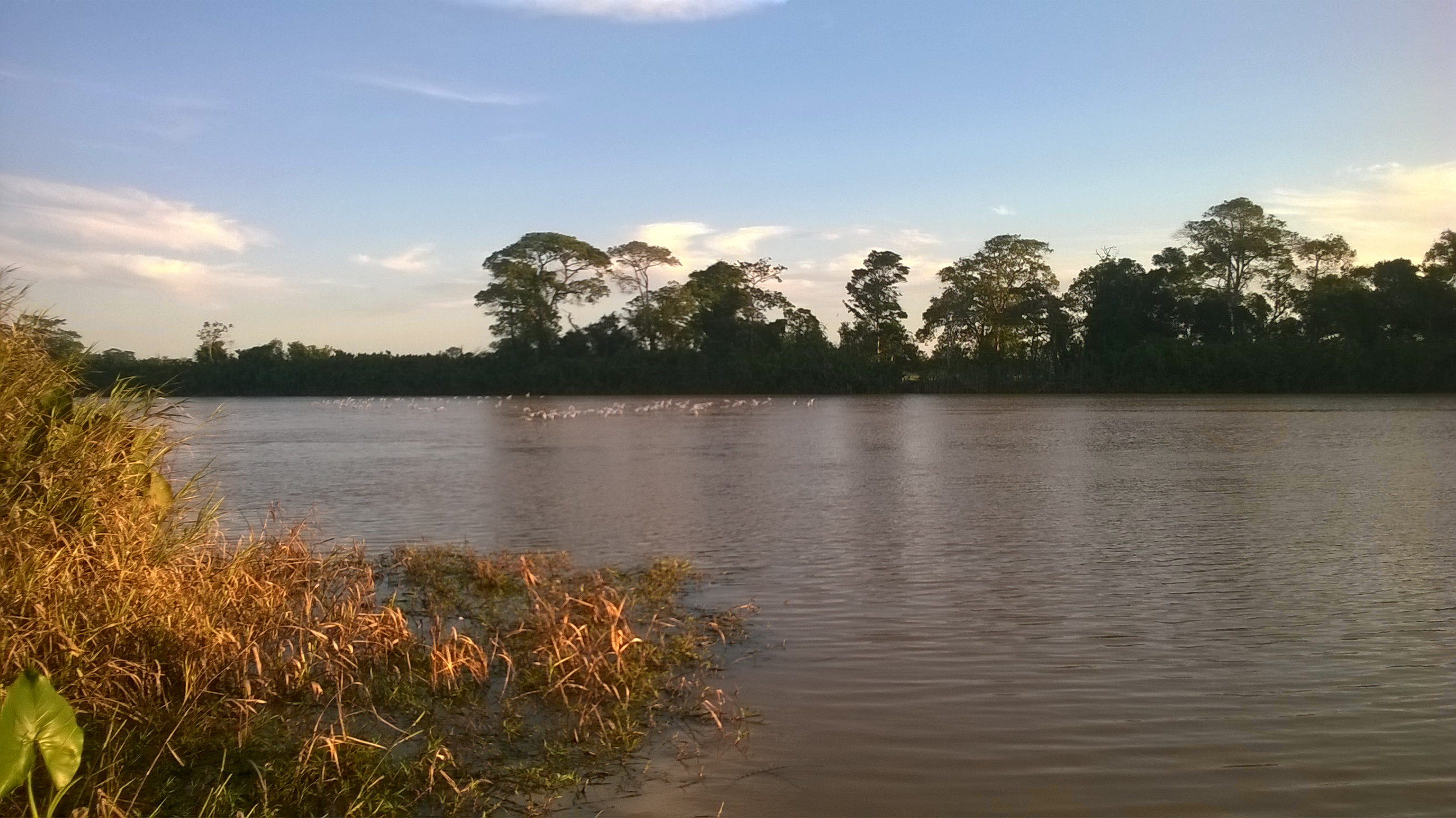
Área de Proteção Ambiental da Conceição da Barra, no Espírito Santo

No Brasil, o Sistema Nacional de Unidades de Conservação da Natureza (abreviado SNUC) é um conjunto de normas e procedimentos oficiais que possibilitam às esferas governamentais federal, estadual e municipal, bem como à iniciativa privada, criar, implementar e gerir no país as unidades de conservação (que são as representantes no Brasil do que internacionalmente é conhecido como área protegida), sistematizando assim a conservação da natureza no país.

## História
O SNUC tem suas origens na década de 1970, quando o antigo Instituto Brasileiro de Desenvolvimento Florestal (IBDF), apoiado pela organização não-governamental (ONG) Fundação Brasileira para a Conservação da Natureza, criou o Plano do Sistema de Unidades de Conservação do Brasil, publicado oficialmente em 1979. O plano continha objetivos específicos necessários à conservação da natureza no Brasil e propunha novas categorias de manejo dos recursos naturais, que não eram previstas na legislação da época - Código Florestal Brasileiro de 1965 e, a Lei de Proteção à Fauna de 1967. Uma segunda etapa do plano, elaborada pelo IBDF, foi sancionada pelo governo em 1982 e publicada sob o seu nome e siglas atuais - Sistema Nacional de Unidades de Conservação da Natureza (SNUC).
Na época não havia amparo legal ao sistema e tornou-se evidente a necessidade de uma lei que incorporasse os conceitos definidos no mesmo, vindo a fornecer os mecanismos legais para a categorização e o estabelecimento de unidades de conservação no Brasil. Uma ONG, a Fundação Pró-Natureza (FUNATRA), com recursos fornecidos inicialmente pela Secretaria Especial do Meio Ambiente (SEMA) e pelo IBDF, e, após a sua extinção, pelo Instituto Brasileiro do Meio Ambiente e dos Recursos Naturais Renováveis (IBAMA), reuniram um grupo de especialistas a partir de julho de 1988 visando a revisão e atualização conceitual do conjunto de categorias de unidades de conservação, incluindo a elaboração de um Anteprojeto de Lei, para dar suporte legal ao Sistema. Os trabalhos, concluídos ainda em 1989, resultaram em duas versões de Anteprojetos de Lei, que foram publicados pelo IBAMA e pela FUNATRA.
Os anteprojetos de 1989 foram extensivamente discutidos tanto no Executivo como no Legislativo, que os tornaram objeto de diversas consultas públicas. Após sofrerem enormes modificações, muitas inclusive de última hora, foram finalmente publicados na forma da Lei Nº 9.985, de 18 de julho de 2000. O Decreto Nº 4.340, de 22 de agosto de 2002, vem regulamentar o SNUC.

## Objetivos
O SNUC objetiva a conservação da natureza no Brasil. Especificamente, fornece mecanismos legais às esferas governamentais federal, estadual e municipal e à iniciativa privada para que possam:
- contribuir para a manutenção da diversidade biológica e dos recursos genéticos no território nacional e nas águas jurisdicionais;
- proteger as espécies ameaçadas de extinção no âmbito regional e nacional;
- contribuir para a preservação e a restauração da diversidade de ecossistemas naturais;
- promover o desenvolvimento sustentável a partir dos recursos naturais;
- promover a utilização dos princípios e práticas de conservação da natureza no processo de desenvolvimento;
- proteger paisagens naturais e pouco alteradas de notável beleza cênica;
- proteger as características de natureza geológica, geomorfológica, espeleológica, paleontológica e cultural;
- proteger e recuperar recursos hídricos e edáficos;
- recuperar ou restaurar ecossistemas degradados;
- proporcionar meios e incentivos para atividades de pesquisa científica, estudos e monitoramento ambiental;
- valorizar econômica e socialmente a diversidade biológica;
- favorecer condições e promover a educação e interpretação ambiental, a recreação em contato com a natureza e o turismo ecológico;
- proteger os recursos naturais necessários à subsistência de populações tradicionais, respeitando e valorizando seu conhecimento e sua cultura e promovendo-as social e economicamente.

## Unidades de conservação
Unidade de Conservação (UC) é a denominação utilizada no SNUC para o que, internacionalmente, se conhece como áreas protegidas. Formalmente, são espaços territoriais e seus recursos ambientais, incluindo as águas jurisdicionais, com características naturais relevantes, legalmente instituídos pelo Poder Público, com objetivos de conservação e limites definidos, sob regime especial de administração, ao qual se aplicam garantias adequadas de proteção da lei. As unidades de conservação são o principal instrumento do SNUC para a preservação a longo prazo da diversidade biológica.
O SNUC fornece mecanismos legais para a criação e a gestão de UC nas três esferas de governo e também pela iniciativa privada, possibilitando assim o desenvolvimento de estratégias conjuntas para as áreas naturais a serem preservadas. A participação da sociedade na gestão das UC também é regulamentada pelo sistema, potencializando assim a relação entre o Estado, os cidadãos e o meio ambiente. As UC da esfera federal do governo são administradas pelo Instituto Chico Mendes de Conservação da Biodiversidade (ICMBio).
O SNUC prevê 12 (doze) categorias complementares de unidades de conservação, organizando-as de acordo com seus objetivos de manejo e tipos de uso em dois grandes grupos:
- As Unidades de Proteção Integral tem como objetivo básico a preservação da natureza, sendo admitido o uso indireto dos seus recursos naturais, com exceção dos casos previstos na Lei do SNUC.[3]
- As Unidades de Uso Sustentável visam compatibilizar a conservação da natureza com o uso direto de parcela dos seus recursos naturais, ou seja, é aquele que permite a exploração do ambiente, porém mantendo a biodiversidade do local e os seus recursos renováveis.

A tabela a seguir busca dar uma visão geral das categorias de unidades de conservação, listando também a correspondência entre a classificação internacional da União Internacional para a Conservação da Natureza e dos Recursos Naturais (IUCN) e o SNUC:
| Grupo             | Categoria IUCN | Categoria SNUC                           | Origem                                                             | Descrição |
| ----------------- | -------------- | ---------------------------------------- | ------------------------------------------------------------------ | --- |
| Proteção integral | Ia             | Estação ecológica                        | SEMA (1981)                                                        | De posse e domínio público, servem à preservação da natureza e à realização de pesquisas científicas. A visitação pública é proibida, exceto com objetivo educacional. Pesquisas científicas dependem de autorização prévia do órgão responsável. |
| Proteção integral | Ia             | Reserva biológica                        | Lei de Proteção aos Animais (1967)                                 | Visam a preservação integral da biota e demais atributos naturais existentes em seus limites, sem interferência humana direta ou modificações ambientais, excetuando-se as medidas de recuperação de seus ecossistemas alterados e as ações de manejo necessárias para recuperar e preservar o equilíbrio natural, a diversidade biológica e os processos ecológicos.                         |
| Proteção integral | II             | Parque nacional                          | Código Florestal de 1934                                           | Tem como objetivo básico a preservação de ecossistemas naturais de grande relevância ecológica e beleza cênica, possibilitando a realização de pesquisas científicas e o desenvolvimento de atividades de educação e interpretação ambiental, de recreação em contato com a natureza e de turismo ecológico.                                                                                  |
| Proteção integral | III            | Monumento natural                        | SNUC (2000)                                                        | Objetivam a preservação de sítios naturais raros, singulares ou de grande beleza cênica. |
| Proteção integral | III            | Refúgio de Vida Silvestre                | SNUC (2000)                                                        | Sua finalidade é a proteção de ambientes naturais que asseguram condições para a existência ou reprodução de espécies ou comunidades da flora local e da fauna residente ou migratória. |
| Uso sustentável   | IV             | Área de relevante interesse ecológico    | SEMA (1984)                                                        | Geralmente de pequena extensão, são áreas com pouca ou nenhuma ocupação humana, exibindo características naturais extraordinárias ou que abrigam exemplares raros da biota regional, tendo como objetivo manter os ecossistemas naturais de importância regional ou local e regular o uso admissível dessas áreas, de modo a compatibilizá-lo com os objetivos de conservação da natureza.    |
| Uso sustentável   | IV             | Reserva particular do patrimônio natural | MMA (1996)                                                         | De posse privada, gravada com perpetuidade, objetivando conservar a diversidade biológica. |
| Uso sustentável   | V              | Área de proteção ambiental               | SEMA (1981)                                                        | São áreas geralmente extensas, com um certo grau de ocupação humana, dotadas de atributos abióticos, bióticos, estéticos ou culturais especialmente importantes para a qualidade de vida e o bem-estar das populações humanas, e tem como objetivos básicos proteger a diversidade biológica, disciplinar o processo de ocupação e assegurar a sustentabilidade do uso dos recursos naturais. |
| Uso sustentável   | VI             | Floresta nacional                        | Código Florestal de 1934                                           | É uma área com cobertura florestal de espécies predominantemente nativas e tem como objetivo básico o uso múltiplo sustentável dos recursos florestais e a pesquisa científica, com ênfase em métodos para exploração sustentável de florestas nativas. |
| Uso sustentável   | VI             | Reserva de desenvolvimento sustentável   | SNUC (2000)                                                        | São áreas naturais que abrigam populações tradicionais, cuja existência baseia-se em sistemas sustentáveis de exploração dos recursos naturais, desenvolvidos ao longo de gerações, adaptados às condições ecológicas locais, que desempenham um papel fundamental na proteção da natureza e na manutenção da diversidade biológica.                                                          |
| Uso sustentável   | VI             | Reserva de fauna                         | Lei de Proteção aos Animais (1967) - sob o nome de Parques de Caça | É uma área natural com populações animais de espécies nativas, terrestres ou aquáticas, residentes ou migratórias, adequadas para estudos técnico-científicos sobre o manejo econômico sustentável de recursos faunísticos. |
| Uso sustentável   | VI             | Reserva extrativista                     | SNUC (2000)                                                        | Utilizadas por populações locais, cuja subsistência baseia-se no extrativismo e, complementarmente, na agricultura de subsistência e na criação de animais de pequeno porte, áreas dessa categoria tem como objetivos básicos proteger os meios de vida e a cultura dessas populações, e assegurar o uso sustentável dos recursos naturais da unidade.                                        |

A disponibilização, através do Cadastro Nacional de Unidades de Conservação (CNUC), de informações oficiais sobre todas as unidades de conservação brasileiras, constitui um importante passo para a consolidação do SNUC.

### Criação de unidades
Segundo a legislação brasileira vigente, as UCs são criadas por meio de decreto presidencial ou estadual após uma avaliação sobre sua importância ecológica e só podem ser alteradas e reduzidas por projetos de lei. No entanto, em 2012, a Câmara e o Senado aprovaram, e a presidente Dilma Rousseff sancionou e transformou em lei federal, uma Medida Provisória que previa a redefinição de limites de sete UCs na Amazônia. Isso abre um precedente perigoso para a conservação no país, pois antes as UCs tinham limites modificados somente por meio de projetos de leis, que possuem tramitação legislativa mais longa e por isso davam mais espaço a manifestações populares e consultas públicas.

## Cadastro Nacional de Unidades de Conservação
| Cadastro Nacional de Unidades de Conservação | Cadastro Nacional de Unidades de Conservação |
| Categoria                                    | Registros                                    |
| -------------------------------------------- | -------------------------------------------- |
| Área de proteção ambiental                   | 379                                          |
| Área de relevante interesse ecológico        | 61                                           |
| Estação ecológica                            | 98                                           |
| Floresta nacional                            | 108                                          |
| Monumento natural                            | 62                                           |
| Parque nacional                              | 485                                          |
| Refúgio de vida silvestre                    | 79                                           |
| Reserva biológica                            | 67                                           |
| Reserva de desenvolvimento sustentável       | 39                                           |
| Reserva de fauna                             | 0                                            |
| Reserva extrativista                         | 95                                           |
| Reserva particular do patrimônio natural     | 1 014                                        |

O Cadastro Nacional de Unidades de Conservação (CNUC) é um sistema integrado de banco de dados com informações padronizadas sobre as unidades de conservação do Sistema Nacional de Unidades de Conservação da Natureza (SNUC) geridas pelos três níveis de governo e por particulares. A organização do CNUC compete ao Ministério do Meio Ambiente, conforme estabelecido no artigo 50 da Lei nº 9.985/2000. Em setembro de 2020 havia 2 487 unidades de conservação (UC) registradas no CNUC.
Os objetivos específicos do CNUC podem ser resumidos em:
1. Disponibilização de informações oficiais sobre as UC;
2. Relatórios detalhados sobre a situação das UC, facilitando assim a realização de diagnósticos, a identificação de problemas e a tomada de decisão;
3. Possibilidade de criação e acompanhamento de indicadores sobre o estado de implementação do SNUC;
4. Verificação de conformidade das UC com normas e critérios de criação estabelecidos na Lei nº 9.985/2000;
5. Disponibilização de informações para o planejamento, administração e fiscalização das UC;
6. Ajuda na regulamentação da distribuição de recursos provenientes de compensação ambiental, pois estes serão destinados exclusivamente para unidades de conservação reconhecidas pelo CNUC como pertencentes ao SNUC (Art. 11 da Resolução CONAMA 371/2006).

## Curiosidade
Existem também as Áreas de Proteção Especial (APEs), as quais são designações de espaços territoriais protegidos no Brasil, criadas e definidas individualmente pelos estados por meio de decreto, conforme estabelecido no Artigo 14 da Lei Federal nº 6.766, de 19 de dezembro de 1979, que dispõe sobre o Parcelamento do Solo Urbano. Essas áreas são previstas para fins de proteção especial, visando resguardar características específicas de determinada localidade.Entretanto elas não estão prevista pelo Sistema Nacional de Unidades de Conservação - lei 9.985/00
A principal razão para a não contemplação das APEs no SNUC reside em sua origem legal e finalidade. Enquanto a Lei nº 6.766/79 foca no ordenamento do parcelamento do solo urbano e, dentro desse contexto, permite a criação de APEs pelos estados, o SNUC é uma legislação posterior e mais abrangente, dedicada exclusivamente à criação, gestão e implementação de unidades de conservação da natureza com foco na biodiversidade e nos processos ecológicos. As APEs foram criadas em um arcabouço legal diferente e com propósitos que, embora possam ter conotação ambiental, não se alinham diretamente com as categorias e diretrizes estabelecidas pelo SNUC.
Além disso, um exemplo relevante de Áreas de Proteção Especial (APEs) no Brasil são as APEs de Confins, Lagoa Santa, Pedro Leopoldo, Matozinhos, Funilândia e Prudente de Morais, localizadas na região metropolitana de Belo Horizonte, em Minas Gerais. Essas áreas foram instituídas com o objetivo de proteger recursos hídricos, paisagens cársticas e ecossistemas frágeis, especialmente devido à presença de cavernas, lagoas e aquíferos de grande importância geológica e ambiental. A criação de APEs reflete a necessidade de regulamentação específica para o uso e ocupação do solo nesses municípios, visando a preservação de suas características naturais únicas, mesmo sem estarem formalmente integradas ao Sistema Nacional de Unidades de Conservação (SNUC). Essa abordagem estadual demonstra a flexibilidade das APEs em atender demandas locais de proteção ambiental, complementando, de forma regional, as políticas nacionais de conservação.
O Instituto Estadual de Florestas mapeou e publicou pelo IDE-Sisema, as áreas de APEs, instituídas pelo Estado de Minas Gerais por meio de decretos estaduais. O site apresenta o mapa que mostra detalhadamente essas regiões de interesse como mananciais, locais de patrimônio histórico e cultural.